# Riho Kudō
Riho Kudō (japanisch 工藤 梨穂 Kudō Riho; * 1995 in Fukuoka) ist eine japanische Regisseurin und Drehbuchautorin, deren Film August My Heaven auf der 74. Berlinale Weltpremiere feierte.

## Leben und Karriere
Als Schülerin der Oberschule las Kudo den Roman Sakura von Kanako Nishi und war davon dermaßen beeindruckt, dass sie einen Film dazu drehen wollte und den Entschluss fasste, Regisseurin zu werden. Sie studierte Regie an der Kyōto Zōkei Geijutsu Daigaku (Kyōto Kunstuniversität) und schloss ihr Studium mit dem Film Orphan`s Blues ab. Vorher hatte sie während des Studiums den Kurzfilm Psychodelic Noriko gedreht.
Ihr dritter Film Let Me Hear It Barefoot entstand mit der Unterstützung eines PFF (Pia Film Festival) Stipendiums. Das Pia Film Festival ist eine japanische Organisation, die seit 1977 Filmtalente fördert. Der Film war auch Teil der Sektion Harbour beim 51. Rotterdamer Filmfestival 2022.

## Auszeichnungen
- 2018 Grand Prix des PFF Awards für Orphan’s Blues[1]
- 2018 Cinefilm Preis beim Yokohama Independent Film Festival für Orphan’s Blues[4]
- 2018 Nara-Wave Best Picture Award und Audience Award beim Nara International Film Festival für Orphan’s Blues[4]
- 2024 Teilnahme an der 74. Berlinale in der Sektion Berlinale Special mit August My Heaven[5]

## Filmografie
- 2015 Psychodelic Noriko (Regie und Drehbuch)
- 2018 Orphan’s Blues (Regie und Drehbuch)
- 2021 Hadashi no narashite misero (Let Me Hear It Barefoot) (Regie und Drehbuch)
- 2024 August My Heaven (Regie und Drehbuch)